# リッチー・メプラナム
リッチー・メプラナム（Richie Mepranum、1987年5月5日 - ）は、フィリピンのプロボクサー。サランガニ州マアシム出身。

## 来歴
2010年3月12日、エルナン・マルケスとテキサス州タラント郡グレープバインで対戦し、10回3-0（91-99、94-96、92-98）の判定勝ちを収めた。なおこの試合でマルケスはプロ初黒星を喫した。
2012年3月24日、シウダ・オブレゴンのセントロ・デ・ウソス・ムルティプレスでエルナン・マルケスとスーパーフライ級契約10回戦で再戦し、2回、8回にそれぞれダウンを奪われ10回0-3(93-96、93-97、92-98)の判定負けを喫し、プロ初黒星を喫した雪辱を許した。
2014年4月26日、プエルトペニャスコでWBA・WBO世界フライ級スーパー王座を賭けて王者ファン・フランシスコ・エストラーダに挑戦するが、9回終了TKO負けを喫した。
2016年4月23日、ロスモチスのセントロ・デ・ウソス・ムルティプレスでWBC世界スーパーフライ級王者カルロス・クアドラスと対戦し、メプラナムの8回終了時棄権により王座獲得に失敗した。
2025年1月25日、北ラナオ州イリガンのパブリック・プラザで元IBF世界スーパーフライ級王者でIBF世界スーパーバンタム級10位のヘルウィン・アンカハスとフィリピンGABスーパーバンタム級王座決定戦を行い、2回2分20秒TKO負けを喫し王座獲得に失敗した。

## 獲得タイトル
- フィリピンPBFフライ級王座
- WBOオリエンタルフライ級王座
- IBFパンパシフィックスーパーフライ級王座
- WBU世界スーパーバンタム級王座